# Theta1 Tauri
Theta1 Tauri (θ1 Tau / 77 Tauri / HD 28307) es una estrella en la constelación de Tauro miembro del cúmulo de las Híades.
Comparte la denominación de Bayer «Theta» con Theta2 Tauri, estando las dos estrellas separadas visualmente 337 segundos de arco; sin embargo, la distancia existente entre ellas —unos 4 años luz—, parece descartar que formen un verdadero sistema binario.
Theta1 Tauri tiene magnitud aparente +3,85 y se encuentra a 153 años luz del sistema solar.
Es una gigante naranja de tipo espectral K0 IIIb con una temperatura superficial de 4930 K. Es una de las cuatro gigantes naranjas de las Híades, junto a Ain (ε Tauri), Hyadum I (γ Tauri) y Hyadum II (δ1 Tauri).
Brilla con una luminosidad 55 veces mayor que la luminosidad solar y tiene un radio 11,7 veces más grande que el del Sol.
Su velocidad de rotación es de 3,9 km/s, dando lugar a un largo período de rotación de 144 días.
Tiene una masa aproximada de 2,5 masas solares y su edad, estimada en 640 millones de años, concuerda con la edad del cúmulo al que pertenece.
Theta1 Tauri es una estrella binaria, en donde la estrella acompañante probablemente es una enana amarilla de tipo F8V con una temperatura de aproximadamente 6200 K y el doble de la luminosidad solar.
Un 20% más masiva que el Sol, completa una órbita alrededor de la gigante naranja cada 16,3 años. Aunque la separación media entre ambas componentes es de ~ 10,3 UA, la notable excentricidad de la órbita hace que esta varíe entre 4,4 y 16 UA. El plano orbital está casi en la línea de visión, inclinado 88° respecto al plano del cielo.